# Seebadsiedlung
Seebadsiedlung ist ein Wohnplatz der Stadt Mittenwalde im Landkreis Dahme-Spreewald in Brandenburg.

## Geografische Lage
Der Wohnplatz liegt südlich des Stadtzentrums und dort unmittelbar am Nordostufer des Motzener Sees. Nördlich befindet sich der Ortsteil Gallun, südlich der Ortsteil Motzen. Durch den Ort führt die Landstraße 745, die in diesem Bereich als Mittenwalder Landstraße bezeichnet wird. Östlich verläuft die Bundesautobahn 13 von Norden kommend in südlicher Richtung.

## Geschichte
Der Wohnplatz erschien erstmals als Wohnplatz Seedbadsiedlung und damit bereits mit seiner heutigen Schreibweise im Jahr 1950. Er gehörte im genannten Jahr zur damals noch selbstständigen Gemeinde Motzen, die 2003 nach Mittenwalde eingemeindet wurde.